# مايكل كاندل
مايكل كاندل (بالإنجليزية: Michael Kandel)‏ (24 ديسمبر 1941، بالتيمور في الولايات المتحدة)؛ مترجم وروائي أمريكي.